# U.S. Route 14
La U.S. Route 14 è una strada statunitense che corre in direzione est-ovest per 1 398 miglia ma in passato aveva una lunghezza di 1 429 miglia. Gran parte del tracciato corre in parallelo alla Interstate 90.
A partire dal 2004, il termine orientale della strada è a Chicago mentre il capolinea occidentale si trova all'ingresso est del Parco Nazionale di Yellowstone nel Wyoming.